# Tephritis oligostictica
Tephritis oligostictica
 es una especie de insecto díptero que Dirlbek y Dirlbek describieron científicamente por primera vez en el año 1971.
Esta especie pertenece al género Tephritis de la familia Tephritidae.